# Велика Русия (партия)
Велика Русия (на руски: Великая Россия) e нацистко ориентирана политическа партия в Русия. Председател на партията е Андрей Савелиев.
Към октомври 2007 година членовете на партията са 59 368 души.

## История
Партията е учредена на 5 май 2007 година в Москва.